# Reynaldo Garza
Gral. 'Reynaldo Garza Martínez (1864-8 de septiembre de 1944) fue un militar mexicano que participó en la Revolución mexicana. Inició su participación dentro de la Revolución Mexicana en el año de 1911. Fue diputado al Congreso Constituyente de 1917. Obtuvo el grado de general brigadier, siendo jefe de armas en distintas partes del país.

## Biografía
Nació en Marín, Nuevo León, el 2 de febrero de 1864, siendo hijo de Miguel Garza y de María Concepción Martínez. Atendió la escuela primaria en su pueblo natal y antes de estallar la revolución se dedicó a la ganadería y al comercio; a los 22 años contrajo matrimonio con la señorita Herlinda Moreno, con quien procreó 6 hijos: Raymundo, Miguel, Reynaldo, Aurora de la Luz, Hortencia y Herlinda. En 1904 radicaba en Allende, Coahuila, afiliándose entonces al Partido Liberal formado por los hermanos Flores Magón.
En 1910 Garza se incorporó en Coahuila al movimiento Maderista, y en 1911 el presidente Francisco I. Madero lo designó Teniente de Gendarmería y en 1913 Comandante Interino de la Cuarta Zona Militar con sede en Allende, Coahuila.
Reynaldo Garza se afilió a las fuerzas de Venustiano Carranza después del asesinato de Madero y Pino Suárez, obteniendo el grado de Mayor y la comisión de organizar un cuerpo de caballería que se llamó Carabineros de Coahuila. Se incorporó con los jefes Pablo González Garza y Antonio I. Villarreal por instrucciones de Carranza habiendo participado en varios combates en Coahuila y en acciones en Monterrey, General Terán y Montemorelos. Comabtió contra las fuerzas de Antonio Rábago en Garza Valdez y Jiménez, Tamaulipas, y tomó parte en Santa Engracia en las acciones contra Ricardo Peña, ganando el grado de teniente coronel.
Hizo campaña contra los huertistas en Altamira, Tampico, Padilla, Hacienda de Dolores, Guerrero y Mier en el estado de Tamaulipas. En abril de 1914 concurrió la ocupación de Monterrey donde fue nombrado comandante de la policía y jefe de las armas recibiendo las estrellas de Coronel. Posteriormente fue nombrado jefe de las armas en Nuevo Laredo y Lampazos. En 1915 combatió en Nuevo León y Coahuila a las huestes de Villa. Fue jefe de las armas en Nuevo Laredo de 1917 a 1920.
En 1916 se le eligió diputado federal Constituyente de Nuevo León permaneciendo en Querétaro hasta la aprobación de la Constitución y se le ratificó el nombramiento de general brigadier en 1917.
El 9 de mayo de 1920 Reynaldo Garza defendió la plaza de Nuevo Laredo contra los revolucionarios adheridos al Plan de Agua Prieta teniendo que abandonar la plaza y refugiarse en Laredo, Texas. Al conocer el asesinato del presidente Carranza en Tlaxcalantongo pidió licencia de retiro a la Secretaría de Guerra, la que no fue aprobada. Posteriormente el general Álvaro Obregón le concedió la licencia con reconocimiento de sus méritos y servicios.
Desde 1916 hasta su muerte residió en Nuevo Laredo en unión de sus hijos dedicado a la industria y el comercio. Dos de sus hijos, Reynaldo y Miguel, se adhirieron a la revolución ascendiendo respectivamente a los grados de coronel y capitán.
Reynaldo Garza Martínez se suicidó en Nuevo Laredo, Tamaulipas, el 8 de septiembre de 1944, siendo entonces Presidente de la Unión de Veteranos de la Revolución. Fue sepultado ahí mismo.